# Icike-picike a csabai utca
Az Icike-picike a csabai utca kezdetű magyar népdalt Bartók Béla gyűjtötte a Tolna vármegyei Felsőiregen 1907-ben.
Feldolgozások:
| Szerző       | Mire        | Mű                                | Előadás |
| ------------ | ----------- | --------------------------------- | ------- |
| Bartók Béla  | zongora     | Gyermekeknek, I. füzet, 15. darab | [ 2 ]   |
| Bárdos Lajos | egynemű kar | Icike-picike, 1. dal              |         |

## Kotta és dallam
Ennek a kislánynak rövid a szoknyája.

Mondtam az anyjának, rakjon fodrot rája.

Azt mondta az anyja, nem kell fodor rája,

akinek nem tetszik, ne járjon utána.
A második versszakot más dallamokkal is éneklik.